# Askold Kurov

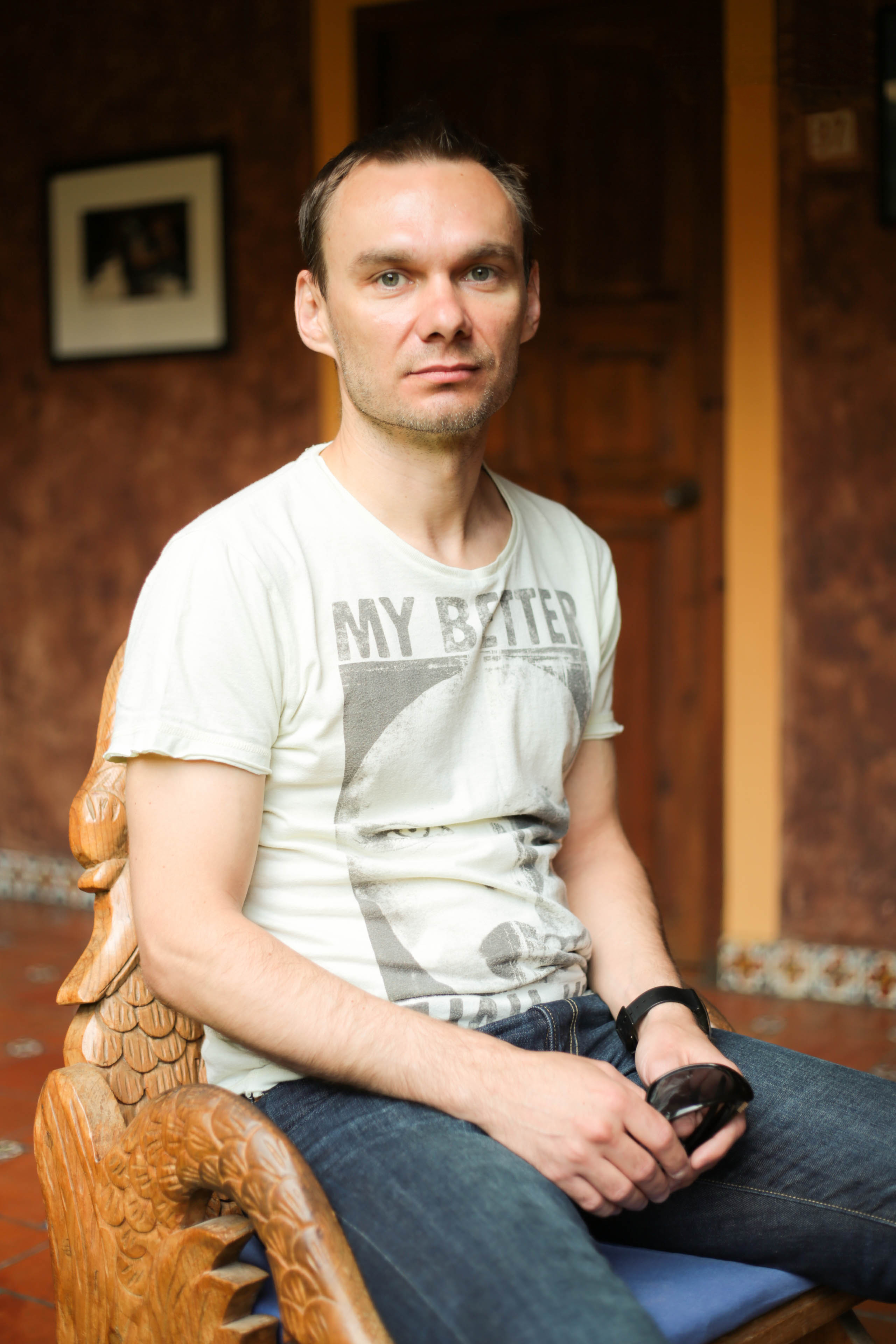
Askold Kurov im Jahr 2013

Askold Kurov (geb. 1974 in Usbekistan) ist ein russischer Dokumentarfilmer.

## Leben
Geboren in Usbekistan, lebt Kurov seit 1991 in Russland. Dort studierte er Philologie, Theologie und Theaterwissenschaft und später Dokumentarfilm an der Moskauer Marina-Razbezhkina-Filmhochschule, wo er 2010 seinen Abschluss machte.
2012 führte er Regie bei einem Teilsegment des preisgekrönten Dokumentarfilms Winter, Go Away!. Seine darauffolgenden Filme Leninland und Children 404 wurden auf verschiedenen Festivals gezeigt und von der Kritik lobend hervorgehoben.
In seinen Filmen thematisiert Kurov vor allem Menschenrechtsprobleme und soziale Konflikte im heutigen Russland. So auch in seinem aktuellen Film The Trial: The State of Russia vs Oleg Sentov, in dem er die Auslieferung des ukrainischen Filmregisseurs Oleh Senzow an Moskau in den Fokus stellt. Der Film lief bei der Berlinale 2017 in der Reihe Berlinale Special.
Kurovs Film Novaya gewann 2019 den Willy-Brandt-Dokumentafilmpreis als bester Film auf dem Human Rights Film Festival Berlin.

## Filmografie (Dokumentarfilme)
- 2010: September 25, 2010
- 2012: Winter, Go Away!; Regie eines Segments
- 2013: Leninland
- 2014: Children 404
- 2016: The Trial: The State of Russia vs Oleg Sentov
- 2019: Novaya
- 2024: Of Caravan and the Dogs